# موتيسية صوفية
موتيسية صوفية (الاسم العلمي: Mutisia lanata) هو نوع نباتي يتبع جنس الموتيسية من فصيلة النجمية.